# شمسة

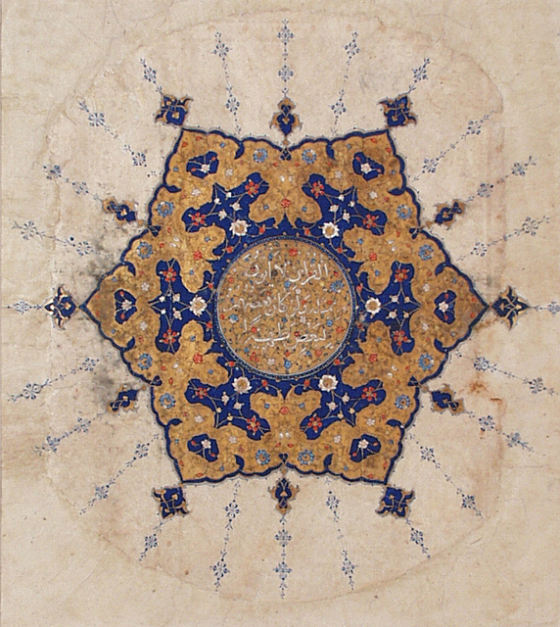
شمسة من أوائل القرن السادس عشر في إيران مع نص من القرآن الكريم

شمسة هي وردة مزينة بشكل معقد أو ميدالية تستخدم في العديد من السياقات في الفن الإسلامي، بما في ذلك المخطوطات والسجاد وأعمال الزينة المعدنية والزخرفة المعمارية مثل الجانب السفلي للقباب.
يمكن أن يأخذ عددًا من الأشكال العامة كالدوائر والنجوم. الاسم شمسة يعني «الشمس الصغيرة»، باعتبارها تصغير لكلمة شمس.
يتميز الشكل العام بوجود الزخارف المتكررة كما في الفن الإسلامي، مثل استخدام الأشكال الهندسية النباتية أو على شكل أزهار في تصميم متكرر يُعرف باسم زخرفة عربية، الذي يرمز إلى طبيعة الله المتعالية وغير القابلة للتجزئة واللانهائية، للشمسة أيضًا أهمية دينية فهي ترمز إلى وحدانية الله.
شمسة هي أيضًا اسم نسائي باللغتين العربية والأردية، على سبيل المثال شمسة آل مكتوم وشمسة بنت سهيل المزروعي وشمسة خليفة وشمسة علي.

## الفن المكتوب

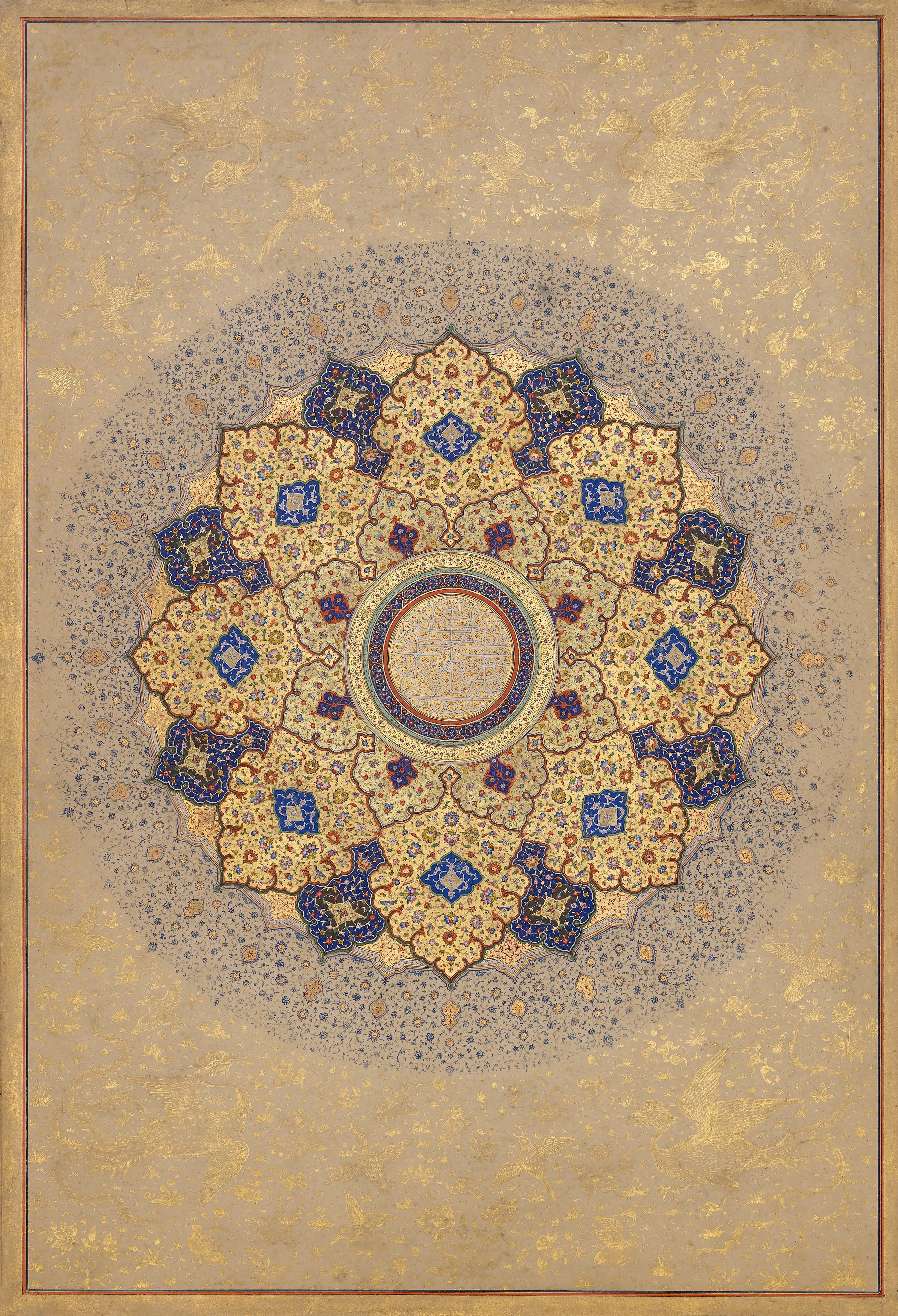
شمسة تحمل أسماء وألقاب شاه جيهان

تتكون الصفحة الأولى تقليديًا من وردة بيضاوية أو ميدالية في المخطوطات الفارسية، فوقها وتحتها أحيانًا توجد خراطيش وسعيفات مزخرفة. اتخذت الشمسة عددًا من الأشكال المتماثلة، مثل نجمة ثمانية أو اثني عشر نقطة بزخارف عربية أو زخارف على شكل زهور. كما يحتوي منتصف الورقة على نقش قد يكون لصاحب المخطوطة أو المؤلف أو عنوان العمل أو أحيانًا إهداء. كما توضع الشمسة الصغيرة في هوامش النص، أما الرقم في المنتصف يشير إلى مرور خمس أو عشر آيات.
الشمسة هي لوحة استغرق الخطاط في تصميمها عدة أشهر، والذي كان سيدًا مدربًا بشكل خاص على مثل هذه الزخارف. على الرغم من إنتاج العديد من الورود المماثلة في المخطوطات الفارسية، إلا أن شمسة المغول تختلف عنها في وجود عنصر ثلاثي الأبعاد وتفضيل التلوين الدافئ. يُظهر المثال الموجود على اليسار ألبوم كيفوركيان، وهو عبارة عن رقعة أو ألبوم جمعه شاه جهان، الإمبراطور من 1628 إلى 1658، عندما وصلت إمبراطورية المغول إلى أوج مجدها الثقافي. يحتوي الألبوم على حوالي خمسين لوحة وزخارف وأمثلة للخط، أنشأت في الغالب تحت رعاية شاه جهان. يبلغ قياس الشمسة 38.6 × 26.5 سم (15.2 × 10.4 بوصة) عام 1645. يحتوي التصميم على أزهار رائعة وشرائط سحابة وحشرات وطيور. وهي مرسومة بالحبر على الورق ومطلية بألوان مائية غير شفافة، وتضم عدة درجات من الذهب. كُتب على النقش الموجود على اللوحة المركزية «جلالة شهاب الدين محمد شاه جهان، الملك، محارب الإيمان، يديم الله مملكته وسيادته». هذا الألبوم جزء من مجموعة الفن الإسلامي التي يحتفظ بها متحف متروبوليتان للفنون في نيويورك.